# Гиммлер, Катрин
Катрин Гиммлер (нем. Katrin Himmler; род. 1967, Динслакен, земля Северный Рейн — Вестфалия) — немецкий политолог и писатель. Внучка Эрнста Гиммлера — брата Генриха Гиммлера.

## Биография
Выросла в Испании и Южной Германии. Первоначально работала врачом, затем получила политологическое образование и занялась изучением расизма и межкультурной коммуникации. Замужем за гражданином Израиля, потомком бывшего узника Варшавского гетто. Вместе со своим сыном живёт в Берлине.
В 2005 году выпустила книгу «Братья Гиммлеры. Семейная история» (нем. Die Brüder Himmler. Eine Familiengeschichte), в которой рассказала о братьях рейхсфюрера СС и подвергла критике семейную легенду, согласно которой его братья были всего лишь далёкими от политики технократами, разоблачая их активную поддержку нацизма.

Когда я только начинала работу над книгой, то думала, что мой дед вступил в нацистскую партию ради карьеры или чтобы не выделяться… Но когда я узнала, что он был связан с нацистами ещё в начале 20-х, моё мнение изменилось.— 